# Navia involucrata
Navia involucrata är en gräsväxtart som beskrevs av Lyman Bradford Smith. Navia involucrata ingår i släktet Navia och familjen Bromeliaceae. Inga underarter finns listade i Catalogue of Life.